# Détournement de mineures
Pour plus de détails, voir Fiche technique et Distribution.
Détournement de mineures est un film français réalisé par Walter Kapps, sorti en 1959.

## Fiche technique
- Titre : Détournement de mineures
- Réalisation : Walter Kapps
- Coopération technique : Stany Cordier
- Scénario : Pierre Chichério
- Dialogues : Bernard Dimey
- Décors : Claude Bouxin
- Photographie : Jacques Klein
- Son : André Louis
- Musique : Michel Magne
- Montage : Françoise Diot
- Société de production : Horizons cinématographiques
- Format : Noir et blanc - 35 mm
- Pays d'origine :  France
- Genre : Policier
- Durée : 89 minutes
- Date de sortie : 
  - France - 9 décembre 1959

## Distribution
- Franck Villard : Daniel
- Hélène Chanel : Christiane
- Michel Roux : Jean
- Maria Vincent : Conchita
- Louis Seigner : Max
- Madeleine Barbulée : Mme Lambert
- Nathalie Nattier : Michka